# Os Canhões de Navarone
The Guns of Navarone (pt/br: Os Canhões de Navarone) é um filme britânico-estadunidense de 1961, um drama de guerra dirigido por J. Lee Thompson e com roteiro baseado em romance de Alistair MacLean. O filme se passa durante a Segunda Guerra Mundial e mostra os esforços de um comando aliado para destruir um forte alemão que ameaçava suas operações navais.
The Guns of Navarone é parte de um ciclo de grandes produções britânicas sobre a II Guerra Mundial, que inclui The Bridge on the River Kwai (1957), The Longest Day (1962) e The Great Escape (1963).
O roteiro, adaptado pelo produtor Carl Foreman, trouxe mudanças significativas em relação à obra da qual se baseou. Por exemplo, foi introduzido um novo personagem, o do Major Franklin, líder inicial da expedição; Dusty Miller, no livro um ex-policial perito em explosivos, no filme ele se diz um ex-professor de química
O filme foi dirigido por J. Lee Thompson depois que o diretor original Alexander Mackendrick foi despedido. A ilha grega de Rodes que serviu de locação, teve um local que passou a ser chamado de Baía Anthony Quinn, em referência a uma cena do filme com o ator.
Em 1978 foi filmada a sequência Force 10 from Navarone (no Brasil, Comando 10 de Navarone).

## Sinopse
Em 1943, 2.000 soldados britânicos estão encurralados na Ilha de Kheros, pertencente à Turquia que ainda não entrou na guerra mas está sendo pressionada pelos alemães. Nao podem ser resgatados pela Marinha em função de dois enormes canhões alemães construídos na escarpada ilha grega de Navarone. Os aliados resolvem montar uma expedição secreta, para dinamitar os canhões. Liderada pelo valente Major Roy Franklin, que convence o Capt. Keith Mallory, um grande alpinista antes da guerra e que fala várias línguas, a levar um grupo de homens para escalar a encosta e explodir as armas. Faz parte da expedição um grego, Andrea Stavros, que lutou ao lado do Capitão mas o culpa pela morte da família e o jurou de morte para quando a guerra acabar. O cabo Miller, amigo de Franklin, é o perito em explosivos. Outros membros do grupo são assassinos treinados em corpo-a-corpo e mecânico de navios.
Depois de uma violenta tempestade, Franklin é ferido e tem uma perna gangrenada. Mallory assume o comando, sob a desconfiança de Miller, que acha que o capitão quer se livrar de Franklin, que estaria dificultando o alcance do já incerto êxito da missão.

## Elenco principal
- Gregory Peck .... capitão Keith Mallory
- David Niven .... cabo Miller
- Anthony Quinn .... coronel Andrea Stavros
- Stanley Baker .... recruta "Butcher" Brown
- Anthony Quayle .... major Roy Franklin
- James Darren .... recruta Spyros Pappadimos
- Irene Papas .... Maria Pappadimos
- Gia Scala .... Anna
- James Robertson Justice .... comodoro James Jensen
- Richard Harris .... Howard Barnsby

## Principais prêmios e indicações
Oscar 1962 (EUA)
- Venceu na categoria de melhoes efeitos especiais.
- Indicado nas categorias de melhor diretor, melhor montagem, melhor trilha sonora, melhor filme, melhor som e melhor roteiro adaptado.

BAFTA 1962 (Reino Unido)
- Indicado na categoria de melhor roteiro britânico.

Globo de Ouro 1962(EUA)
- Venceu nas categorias de melhor filme - drama e melhor trilha sonora
- Indicado na categria de melhor diretor